# Atens tunnelbana
Atens tunnelbana (grekiska: Μετρό Αθήνας; Metró Athínas) är den första tunnelbanan i Grekland, belägen i huvudstaden Aten. Tunnelbanesystemet är fördelat på tre linjer, grön, röd och blå.
Den blåa tunnelbanelinjen, linje tre, från Monastiraki har två slutstationer, Doukisis Plakentias eller flygplatsen Aten-Elefthérios Venizélos internationella flygplats. Tunnelbanan har som i bland annat Tokyo genomgående trafik på den blå linjen vissa tider till flygplatsen.
Tunnelbanan håller på att byggas ut men är starkt försenad. Den beräknas ha en total spårlängd på cirka 82 km, inklusive den 2 mil långa sträckan till flygplatsen, och 68 stationer år 2022. 
En fjärde linje, även kallad U-linjen, har projekterats. Den kommer att bli 38 kilometer lång och korsa linjerna 2 och 3. I november 2021 meddelades att Alstom kommer att leverera 20 förarlösa tåg med vardera 4 vagnar samt signalsystem och infrastruktur till den första delsträckan, som blir 12,8 kilometer lång med 15 stationer.

## Linjer
| Linje  | Sträcka                                                                                  | Längd   | Stationer |
| M1     | Pireus - Kifissia                                                                        | 24,6 km | 24        |
| M2     | Anthoupoli - Elliniko                                                                    | 18,6 km | 20        |
| M3     | Agia Marina - Doukisis Plakentias - Aten-Elefthérios Venizélos internationella flygplats | 39 km   | 24        |
| Totalt | Totalt                                                                                   | 82,2 km | 64        |